# Hugo IV do Maine
Hugo IV (morto em 25 de março de 1051) foi conde de Maine de 1036 até sua morte.

## Vida
Hugo era o filho de Herberto I de Maine, um dos Hugonidas. Era menor de idade quando seu pai morreu em 1036, assim nasceu entre 1018 e 1022. Herberto Baco, seu tio-avô e um defensor dos Angevinos, atuou como regente.
O Bispo de Le Mans, Gervais du Château du Loir, era um partidário da família adversária dos Blois. O bispo e o regente entraram em confronto, com o resultado sendo a expulsão de Herberto por meio de um conselho popular. Gervais, em seguida, proclamou que Hugo tinha atingido a maioridade, e arranjou um casamento para ele, com Berta de Blois.
Herberto, ao contrário de seus antecessores, seguiu o conselho de seu bispo. Gervais, ao contrário de seu tio Avesgaldo de Bellême (que era um adepto dos Condes de Anjou), a quem ele sucedeu, era aliado dos condes de Blois. Hugo, sem dúvida, com o apoio do seu bispo, envolveu-se em uma série de guerras com Godofredo Martel, conde de Anjou, no vale do Loire. Logo após a morte de Hugo, em 25 de março de 1051, Gervais procurou refúgio na Normandia depois de ter sido expulso do Maine. O sucesso de Gervais no fortalecimento do Bispado de Le Mans serviu para degradar a corte do Maine, o que fez com que o condado fosse absorvido pelos domínios de Anjou e Normandia.

## Família
Hugo casou-se por volta de 1046 com Berta de Blois, que era viúva de Alano III da Bretanha, e filha de Odão II de Blois e Ermengarda de Auvérnia. Seus filhos foram:
- Herberto II do Maine (morto em 1062).[1]
- Margarida (nascida por volta de 1045, morta em 1063),[1] prometida a Roberto Curthose.